# Jogos Sul-Americanos da Juventude de 2022
Os Jogos Sul-Americanos da Juventude de 2022, oficialmente III Jogos Sul-Americanos da Juventude, é um evento multiesportivo internacional que será realizado em Rosário, Argentina, de 28 de abril a 8 de maio de 2022. 14 países participarão em 33 modalidades de 30 esportes, a priori com um programa semelhante ao dos Jogos Olímpicos de Verão da Juventude de Buenos Aires de 2018. Originalmente previstos para o ano de 2021, foram adiados para 2022 devido à pandemia de COVID-19.

## Escolha da sede
A eleição da sede dos Jogos Sul-Americanos da Juventude de 2021 ocorreu na XXX Assembleia Geral Ordinária da ODESUL realizada em Assunção, em 11 de dezembro de 2017, tendo como único candidato a cidade de Rosário, na província de Santa Fé.
- Rosário: Rosario mostrou seu interesse em organizar os Jogos da Juventude durante os Jogos Sul-Americanos da Juventude de 2017 que foram realizados em Santiago, Chile, a partir 29 de setembro de 2017. Rosário sediou os Jogos Sul-Americanos de 1982 e sediou os Jogos Sul-Americanos de Praia de 2019.

## Países participantes
Os III Jogos Sul-Americanos da Juventude contam com a participação de 1.796 atletas de quinze países.
| - Argentina (264) - Aruba (11) - Bolívia (110) - Brasil (236) - Chile (190) | - Colômbia (196) - Curaçau (15) - Equador (149) - Guiana (16) - Panamá (46) | - Paraguai (156) - Peru (120) - Suriname (14) - Uruguai (83) - Venezuela (190) |

## Modalidades
| - Atletismo () - Badminton () - Basquetebol 3x3 () - Boxe () - Caratê () - Ciclismo de estrada () - Escalada esportiva () - Esgrima () - Futsal () - Ginástica artística () | - Handebol de areia () - Hóquei 5 () - Judô () - Levantamento de peso () - Lutas () - Natação () - Patinação artística () - Patinação de velocidade () - Rugby sevens () - Skate () | - Taekwondo () - Tênis () - Tênis de mesa () - Tiro com arco () - Triatlo () - Voleibol de praia () |

## Quadro de Medalhas
*   país anfitrião (Argentina)
| Pos.                | País                | Ouro | Prata | Bronze | Total |
| ------------------- | ------------------- | ---- | ----- | ------ | ----- |
| 1                   | Brasil              | 64   | 40    | 43     | 147   |
| 2                   | Colômbia            | 35   | 32    | 26     | 93    |
| 3                   | Argentina           | 31   | 28    | 54     | 113   |
| 4                   | Venezuela           | 26   | 19    | 34     | 79    |
| 5                   | Chile               | 15   | 22    | 23     | 60    |
| 6                   | Equador             | 12   | 28    | 34     | 74    |
| 7                   | Peru                | 11   | 18    | 16     | 45    |
| 8                   | Paraguai            | 5    | 4     | 5      | 14    |
| 9                   | Uruguai             | 3    | 5     | 10     | 18    |
| 10                  | Panamá              | 2    | 4     | 2      | 8     |
| 11                  | Bolívia             | 1    | 4     | 6      | 11    |
| 12                  | Curaçau             | 0    | 1     | 0      | 1     |
| 13                  | Suriname            | 0    | 0     | 1      | 1     |
| 14                  | Aruba               | 0    | 0     | 0      | 0     |
| 14                  | Guiana              | 0    | 0     | 0      | 0     |
| Total (15 entradas) | Total (15 entradas) | 205  | 205   | 254    | 664   |